# Rumors (Fernsehserie)
Rumors (Originaltitel: Rykter; norwegisch für ‚Gerüchte‘) ist eine norwegische Jugendserie, die von Christoffer V. Ebbesen geschaffen wurde. Die Serie handelt von Erik Nielsen, der nach einem Vorfall mit der Polizei die Stadt Bergen verlassen muss, um einen Neuanfang auf der Insel Vesterøy zu starten. In Norwegen fand die Premiere der Serie am 22. September 2022 auf dem Streamingdienst NRK TV statt. Im deutschsprachigen Raum erfolgte die Erstveröffentlichung der Serie am 13. November 2024 in der ARD Mediathek.

## Inhalt
Nachdem Erik Nielsen einen seiner „Freunde“ im Fußballlager zusammengeschlagen hat und von der Polizei erwischt wurde, muss er Bergen verlassen. Er zieht daraufhin zu seiner Mutter auf die Insel Vesterøy, um ein neues Leben zu beginnen. Er versucht dabei unter größter Anstrengung vor seinen neuen Klassenkameraden den Grund seines Umzuges zu verheimlichen.
Die erste Staffel zeigt die Probleme auf, die Erik hat, sich in die bereits bestehenden Sozialstrukturen von Vesterøy zu integrieren. Dabei spielen die Charaktere Mathias, Sara und Thea eine große Rolle. Mathias und Sara sind schon seit Langem zusammen, wohingegen Thea versucht, sich an Erik heranzumachen. Dies gestaltet sich als schwierig, da Erik unter allen Umständen vermeiden möchte, dass der Grund seines Umzuges bekannt wird. Mathias und Sara entwickeln unterschiedliche Vorstellungen von ihrer Zukunft und entfernen sich dadurch immer weiter voneinander. Dies führt dazu, dass Erik und Sara näher zusammenwachsen, was zu Eifersucht bei Mathias führt.
Die zweite Staffel setzt nahtlos an die erste an, jedoch versucht nun Mathias nicht mehr Erik zu bekämpfen, sondern ihn in seine Freundesgruppe zu integrieren. Dies führt zu einem Streit mit seinem besten Freund Felix, da Mathias immer weniger Zeit mit ihm verbringt, weil er stattdessen Zeit mit Erik verbringt. Am Ende der Staffel stellt Felix Mathias dann vor die Wahl zwischen ihm und Erik.
Beide Staffeln behandeln die Probleme von Social Media und deren Auswirkung auf die Wahrnehmung der Personen von der Gesellschaft. Alkohol und Drogenkonsum sind ebenfalls Probleme die aufgegriffen und behandelt werden.

## Produktion
Rumors wurde vom öffentlich-rechtlichen Rundfunk NRK zusammen mit Mothership Entertainment, einer norwegischen Filmproduktionsfirma aus Bergen, produziert. Nach dem Erfolg der ersten Staffel trat der NDR als Co-Produzent bei. Der NDR verfolgte dabei unter anderem das Ziel, Rumors international zugänglich zu machen. Der norwegische Film & TV Fond finanzierte das Projekt mit Subventionen in Höhe von 2,750,000 NOK. Das Gesamtbudget der Produktion betrug 18,061,936 NOK.
Die Serie spielt hauptsächlich auf der fiktiven Insel Vesterøy und wurde unter anderem in Glesvær in der Kommune Øygarden westlich von Bergen gedreht.

## Besetzung und Synchronisation
Die deutschsprachige Synchronisation entstand nach den Dialogbüchern von Tim Sander und Tom Sander sowie unter der Dialogregie von Tim Sander durch die Synchronfirma Level 45 in Potsdam.

### Hauptdarsteller
| Rolle                    | Schauspieler             | Synchronsprecher    |
| ------------------------ | ------------------------ | ------------------- |
| John-Erik „Erik“ Nielsen | Benjamin Ebbesen         | Tom Sielemann       |
| Mathias                  | Teo Tomczuk              | Tom Sander          |
| Sara                     | Alisah Sussmann          | Lina Rabea Mohr     |
| Thea                     | Sisilja Skeistrand Garen | Clara Drews         |
| Felix                    | Martin Storebø Koh       | Oscar Räuker        |
| Olivia                   | Serian Elisabeth Jeng    | Sophie Lechtenbrink |

### Nebendarsteller
| Rolle               | Schauspieler                  | Synchronsprecher |
| ------------------- | ----------------------------- | ---------------- |
| Synnøve             | Mathea Onarheim Grønnevik     | Celina Gaschina  |
| Elias               | Tobias Vassnes                | Henning Nöhren   |
| Nathaniel           | Jon Kennedy Dushime Niyokindi | Till Flechtner   |
| Moses               | Negusse Behre                 | Tom Raczko       |
| Alexander           | Martin Bøstrand               | Finn Posthumus   |
| Sigrid              | Siv Torin Knudsen Petersen    | Wicki Kalaitzi   |
| Sandra              | Amy Black Ndiaye              | Ina Wagler       |
| Jolanta             | Dominika Natalia Minkacz Sira | Anja Nestler     |
| Onkel Eldar         | Kjell Arne Kjærgård           | Rainer Fritzsche |
| Boxtrainer von Sara | Leo Ajkic                     | Tim Sander       |

### Gastdarsteller
| Rolle  | Schauspieler             | Synchronsprecher |
| ------ | ------------------------ | ---------------- |
| Sondre | Jone Holmelid            | David Kunze      |
| Marie  | Desta Marie Beeder       | Eva Thärichen    |
| Eira   | Maria Strand Blitchfeldt | Maria Arnold     |

## Ausstrahlung
Die erste Folge der Serie wurde am 22. September 2022 vom norwegischen Fernsehsender NRK3 ausgestrahlt. Es wurde zeitgleich auf NRK TV, dem Streaming-Dienst des norwegischen öffentlich-rechtlichen Rundfunks veröffentlicht. Die letzte Folge der ersten Staffel wurde allerdings erst am 27. Oktober 2022 ausgestrahlt. Die zweite Staffel wurde zwischen dem 24. Februar 2023 und dem 21. April 2023 auf denselben Kanälen ausgestrahlt. In Norwegen erreichte Rumors hohe Zuschauerzahlen und Zustimmung, was zur Produktion einer dritten Staffel führte, die ab dem 19. August 2024 veröffentlicht wurde.
Trotz der anfänglichen Fokussierung auf den norwegischen Markt erhielt die Serie auch international Aufmerksamkeit. Dies führte zur Zusammenarbeit mit dem NDR. Nach dem Erfolg der ersten beiden Staffeln wurde Rumors ab dem 14. Juli 2023 auch auf Italienisch bei RAI Play veröffentlicht. Als erste norwegische Serie erreichte Rumors dort das höchste Ranking über mehrere Wochen.
Besonders an Staffel 4 war, dass die deutsche Synchronisation vor der Original-Ausstrahlung prämierte, wodurch die deutsche Fassung in Staffel 4, ab Folge 5 die erste Fassung der Folgen ist die ausgestrahlt wurde.

## Episodenliste

### Staffel 1
| Nr. (ges.) | Nr. (St.) | Deutscher Titel         | Originaltitel            | Erstveröffentlichung (Norwegen) | Deutschsprachige Erstveröffentlichung (D) |
| ---------- | --------- | ----------------------- | ------------------------ | ------------------------------- | ----------------------------------------- |
| 1          | 1         | Willkommen auf Vesteroy | Snitches gir vi stitches | 22. Sep. 2022                   | 13. Nov. 2024                             |
| 2          | 2         | Die Party               | Vært med i noe?          | 22. Sep. 2022                   | 13. Nov. 2024                             |
| 3          | 3         | Der erste Breakup       | Skal vi slå opp?         | 22. Sep. 2022                   | 13. Nov. 2024                             |
| 4          | 4         | Paartherapeutin Thea    | Du skal kysse meg        | 22. Sep. 2022                   | 13. Nov. 2024                             |
| 5          | 5         | Fußballtraining         | Han tenner på katter!    | 26. Sep. 2022                   | 13. Nov. 2024                             |
| 6          | 6         | Matthias Entscheidung   | Du kveler meg            | 26. Sep. 2022                   | 13. Nov. 2024                             |
| 7          | 7         | Frust und Trost         | Kongen er singel igjen   | 29. Sep. 2022                   | 13. Nov. 2024                             |
| 8          | 8         | Überraschung            | Skal jeg redde deg?      | 3. Okt. 2022                    | 13. Nov. 2024                             |
| 9          | 9         | Eifersucht              | Hun har vært utro        | 6. Okt. 2022                    | 13. Nov. 2024                             |
| 10         | 10        | Saras Geheimnis         | Falske jævla hore!       | 10. Okt. 2022                   | 13. Nov. 2024                             |
| 11         | 11        | Die besten Vorsätze     | Vi er IKKE sammen        | 13. Okt. 2022                   | 13. Nov. 2024                             |
| 12         | 12        | Fakt oder Fake?         | Har jeg bare noia?       | 17. Okt. 2022                   | 13. Nov. 2024                             |
| 13         | 13        | Verletzt                | Ikke lyv til meg!        | 20. Okt. 2022                   | 13. Nov. 2024                             |
| 14         | 14        | Wer verheimlicht was?   | Du kan ikke komme        | 24. Okt. 2022                   | 13. Nov. 2024                             |
| 15         | 15        | In der Falle            | La oss ta psykoen!       | 27. Okt. 2022                   | 13. Nov. 2024                             |

### Staffel 2
| Nr. (ges.) | Nr. (St.) | Deutscher Titel         | Originaltitel         | Erstveröffentlichung (Norwegen) | Deutschsprachige Erstveröffentlichung (D) |
| ---------- | --------- | ----------------------- | --------------------- | ------------------------------- | ----------------------------------------- |
| 16         | 1         | Die Schlägerei          | Du må stoppe dem!     | 24. Feb. 2023                   | 13. Nov. 2024                             |
| 17         | 2         | Theas Reise             | Ingenting skjedde     | 27. Feb. 2023                   | 13. Nov. 2024                             |
| 18         | 3         | Zwischen den Fronten    | Det er oss eller han  | 3. März 2023                    | 13. Nov. 2024                             |
| 19         | 4         | Versöhnung              | Ikke uten deg, kompis | 6. März 2023                    | 13. Nov. 2024                             |
| 20         | 5         | Verraten                | Er det deg?           | 10. März 2023                   | 13. Nov. 2024                             |
| 21         | 6         | Ein gutes Team          | Gidder ikke noe kødd  | 13. März 2023                   | 13. Nov. 2024                             |
| 22         | 7         | Grenzen setzen          | Hun lyver om alt!     | 17. März 2023                   | 13. Nov. 2024                             |
| 23         | 8         | Die Wahrheit            | Nå vet du det         | 20. März 2023                   | 13. Nov. 2024                             |
| 24         | 9         | Thea haut ab            | Føkk deg, Felix!      | 24. März 2023                   | 13. Nov. 2024                             |
| 25         | 10        | Was zählt, sind Freunde | Alle venter på deg    | 27. März 2023                   | 13. Nov. 2024                             |
| 26         | 11        | Spurlos verschwunden    | Hvor kan hun være?    | 31. März 2023                   | 13. Nov. 2024                             |
| 27         | 12        | Entfreundet             | Alle er fake!         | 10. Apr. 2023                   | 13. Nov. 2024                             |
| 28         | 13        | Synnøve unter Druck     | Kan jeg få deg?       | 14. Apr. 2023                   | 13. Nov. 2024                             |
| 29         | 14        | Eklat im Bootshaus      | Vi er ferdige!        | 17. Apr. 2023                   | 13. Nov. 2024                             |
| 30         | 15        | Abschlussparty          | Alt eller ingenting   | 21. Apr. 2023                   | 13. Nov. 2024                             |

### Staffel 3
| Nr. (ges.) | Nr. (St.) | Deutscher Titel      | Originaltitel              | Erstveröffentlichung (Norwegen) | Deutschsprachige Erstveröffentlichung (D) |
| ---------- | --------- | -------------------- | -------------------------- | ------------------------------- | ----------------------------------------- |
| 31         | 1         | Alles anders         | Gutta venter               | 19. Aug. 2024                   | 27. Feb. 2025                             |
| 32         | 2         | Eskalation           | Ingen bakker en homse!     | 19. Aug. 2024                   | 27. Feb. 2025                             |
| 33         | 3         | Umzug                | Hei nye nabo!              | 23. Aug. 2024                   | 27. Feb. 2025                             |
| 34         | 4         | Thea ist zurück      | Like fake som før          | 26. Aug. 2024                   | 27. Feb. 2025                             |
| 35         | 5         | Entscheidungen       | Kan du stikke?             | 30. Aug. 2024                   | 27. Feb. 2025                             |
| 36         | 6         | Die Wette            | Gidder ikke noe piss!      | 2. Sep. 2024                    | 27. Feb. 2025                             |
| 37         | 7         | Stalken für Geld     | Hvorfor i helvete spør du? | 6. Sep. 2024                    | 27. Feb. 2025                             |
| 38         | 8         | Rückschlag           | Et elendig ligg            | 9. Sep. 2024                    | 27. Feb. 2025                             |
| 39         | 9         | Kreativer Widerstand | Ikke din hore              | 13. Sep. 2024                   | 27. Feb. 2025                             |
| 40         | 10        | Übergriffig          | Dra til helvete, Olivia!   | 16. Sep. 2024                   | 27. Feb. 2025                             |
| 41         | 11        | Fehler an Bord       | Du hadde en jævla jobb     | 20. Sep. 2024                   | 27. Feb. 2025                             |
| 42         | 12        | One-Day-Stand        | Skulle vi ligge?           | 23. Sep. 2024                   | 27. Feb. 2025                             |
| 43         | 13        | Chlamivia            | Oslohoren har klamma!      | 27. Sep. 2024                   | 27. Feb. 2025                             |
| 44         | 14        | Angriff oder Rückzug | Hva sa du nå?              | 30. Sep. 2024                   | 27. Feb. 2025                             |
| 45         | 15        | Partystimmung        | Nå står vi sammen!         | 4. Okt. 2024                    | 27. Feb. 2025                             |

### Staffel 4
| Nr. (ges.) | Nr. (St.) | Deutscher Titel            | Originaltitel              | Erstveröffentlichung (Norwegen) | Deutschsprachige Erstveröffentlichung (D) |
| ---------- | --------- | -------------------------- | -------------------------- | ------------------------------- | ----------------------------------------- |
| 46         | 1         | Schweigen                  | Er dette takken?           | 28. Apr. 2025                   | 7. Mai 2025                               |
| 47         | 2         | Gefährliche Theorie        | Dere er syke i hodet!      | 28. Apr. 2025                   | 7. Mai 2025                               |
| 48         | 3         | Zweite Chancen             | Unnskyld                   | 1. Mai 2025                     | 7. Mai 2025                               |
| 49         | 4         | Alte neue Liebe            | Fy faen, Sara!             | 5. Mai 2025                     | 7. Mai 2025                               |
| 50         | 5         | Dünnes Eis                 | Løgnaktige bitch           | 8. Mai 2025                     | 7. Mai 2025                               |
| 51         | 6         | Angebote                   | Tenkte du vi skulle ligge? | 12. Mai 2025                    | 7. Mai 2025                               |
| 52         | 7         | Zielscheiben               | En sånn guttetur           | 15. Mai 2025                    | 7. Mai 2025                               |
| 53         | 8         | Versprechen                | Et dårlig menneske         | 19. Mai 2025                    | 7. Mai 2025                               |
| 54         | 9         | Erinnerungslücken          | Sett deg i speilet?        | 22. Mai 2025                    | 7. Mai 2025                               |
| 55         | 10        | Entschuldigung – für alles | Skal vi...                 | 26. Mai 2025                    | 7. Mai 2025                               |
| 56         | 11        | Einsam                     | Hva faen gjør hun her?     | 29. Mai 2025                    | 7. Mai 2025                               |
| 57         | 12        | Schlussstrich              | Du har meg. Alltid.        | 2. Juni 2025                    | 7. Mai 2025                               |
| 58         | 13        | Konsequenzen               | Slutt med de løgnene!      | 5. Juni 2025                    | 7. Mai 2025                               |
| 59         | 14        | Fakten schaffen            | Mener du det?              | 9. Juni 2025                    | 7. Mai 2025                               |
| 60         | 15        | Bi und gut                 | Jævla masse spørsmål       | 12. Juni 2025                   | 7. Mai 2025                               |

## Referenzen
1. ↑  Heidi Gjestad Frogg: Rykter. In: NRK. 12. September 2022, abgerufen am 17. November 2024 (norwegisch (Bokmål)).
2. ↑  Rumors: Episodenguide. In: fernsehserien.de. Abgerufen am 17. November 2024 (deutsch).
3. ↑  Linnea Skare Oskarsen, Julianne Bråten Mossing: Skildrer hvordan rykter sprer seg blant unge på bygda: – Stort behov for dette. In: NRK. 21. August 2022, abgerufen am 17. November 2024 (norwegisch (Bokmål)).
4. 1 2 3 4  Rumors. In: Deutsche Synchronkartei. Abgerufen am 17. November 2024.
5. ↑  Rykter Staffel 4 Episodenguide: Alle Folgen im Überblick! Abgerufen am 25. Mai 2025.